# Printer's Devil
"Printer’s Devil" is een aflevering van de Amerikaanse televisieserie The Twilight Zone. Het scenario van de aflevering werd geschreven door Charles Beaumont.

## Plot

### Opening
Take away a man's dream, fill him with whiskey and despair, send him to a lonely bridge, let him stand there all by himself looking down at the black water, and try to imagine the thoughts that are in his mind. You can't, I can't. But there's someone who can—and that someone is seated next to Douglas Winter right now. The car is headed back toward town, but its real destination is the Twilight Zone.
— Rod Serling

### Verhaal
Douglas Winter, de redacteur van een slechtlopende krant genaamd The Courier, raakt er steeds meer van overtuigd dat er voor hem niets meer is om voor te leven. Veel van zijn werknemers stappen op, waaronder de man van de linotype.
Die avond staat Douglas dronken op een brug, klaar om zelfmoord te plegen. Hij wordt benaderd door een zekere “Mr. Smith”, die hem vertelt dat springen weinig zin heeft daar het maar een korte val is en Douglas dit ongetwijfeld zal overleven. Douglas biedt Smith een vuurtje aan voor diens sigaret en vergeet zijn zelfmoordplannen. Hij geeft Mr. Smith een lift naar een café, alwaar Mr. Smith belooft Douglas geld te lenen voor zijn krant. Ook zal hij de rol van de linotype-operator overnemen. Met niets te verliezen gaat Douglas akkoord.
Al snel beleeft The Courier een grote opleving en groeit uit tot een van de succesvolste kranten van de stad. Mr. Smith slaagt er op de een of andere manier in steeds als eerste bij een belangrijke gebeurtenis te zijn, waardoor The Courier veel eerder met het nieuws komt dan zijn concurrenten. Een man van The Gazette, een concurrerende krant, probeert The Courier zelfs te kopen, maar Douglas is nu eindelijk in de positie dat hij een dergelijk aanbod kan afslaan. Een paar dagen later breekt er brand uit bij het hoofdkantoor van The Gazette en al snel wordt een medewerker van The Courier verdacht van brandstichting.
Nu The Courier zo succesvol, is vraagt Mr. Smith Douglas een contract te tekenen dat toekomstig succes zal garanderen in ruil voor Douglas' ziel. Douglas is verbaasd over dit vreemde aanbod, maar Mr. Smith dringt erop aan dat een ziel vandaag de dag al niet meer zoveel betekent voor de mens en dat Douglas niets heeft te vrezen daar de duivel niet echt bestaat. Bovendien heeft Mr. Smith de linotypemachine verandert zodat al het nieuws dat ermee gedrukt wordt meteen plaatsvindt. Douglas gaat akkoord en tekent het contract.
Uiteindelijk probeert Mr Smith ook Miss Benson, Douglas’ vriendin, te verleiden tot een deal maar zij weigert. Als wraak schrijft hij een verhaal waarin zij een ernstig auto-ongeluk zal krijgen. Douglas beseft eindelijk dat Mr. Smith de duivel is en gebruikt de linotypemachine om het verhaal aan te passen zodat zijn vriendin het ongeluk overleeft. Ook schrijft hij in het verhaal dat zijn contract met Mr. Smith ongeldig wordt verklaard. Mr. Smith verdwijnt in het niets, waarna Douglas besluit de duivelse linotypemachine weg te doen.

### Slot
Exit the infernal machine, and with it his satanic majesty, Lucifer, Prince of Darkness, otherwise known as Mr. Smith. He's gone, but not for good; that wouldn't be like him. He's gone for bad. And he might be back with another ticket to the Twilight Zone.
— Rod Serling

## Rolverdeling
- Burgess Meredith: Mr. Smith
- Robert Sterling: Douglas Winter
- Pat Crowley: Jackie Benson
- Ray Teal: Mr. Franklin

## Trivia
- Beaumont baseerde het scenario van deze aflevering op zijn eigen verhaal “The Devil, You Say?”.
- Dit is de vierde aflevering waarin Burgess Meredith een rol speelt. Daarmee is hij samen met Jack Klugman een van de acteurs die het vaakst in de serie heeft meegespeeld.
- De plot van deze aflevering vertoont veel overeenkomsten met het klassieke Amerikaanse verhaal The Devil and Daniel Webster.